# Рифовый (мыс, Магаданская область)
Ри́фовый — мыс на севере Охотского моря в Гижигинской губе залива Шелихова.

## Топоним
Название мыса, вероятно, от нахождения возле оконечности длинного каменистого рифа, осыхающего при отливе.

## География
Является западным входным мысом Вархаламской губы, отделяющим её от Гижигинской губы. Северо-восточнее на западном берегу Вархаламской губы находится упразднённый посёлок Вархалам, на севере губы — устье реки Вархалам. К северо-западу расположен мыс Недоступный, а также остров и мыс Тайночин, юго-западнее — остров Четыре Пальца, юго-восточнее — бухта Тихая, южнее — безымянный остров, отделённый узким проливом.
Наивысшая точка — 62 метра. Средняя величина прилива у мыса — 6 метров, наибольшая глубина у берега — 5—17 метров.